# Nephrotoma lateropolita
Nephrotoma lateropolita is een tweevleugelige uit de familie langpootmuggen (Tipulidae). De soort komt voor in het Neotropisch gebied.